# Henriette Lustig

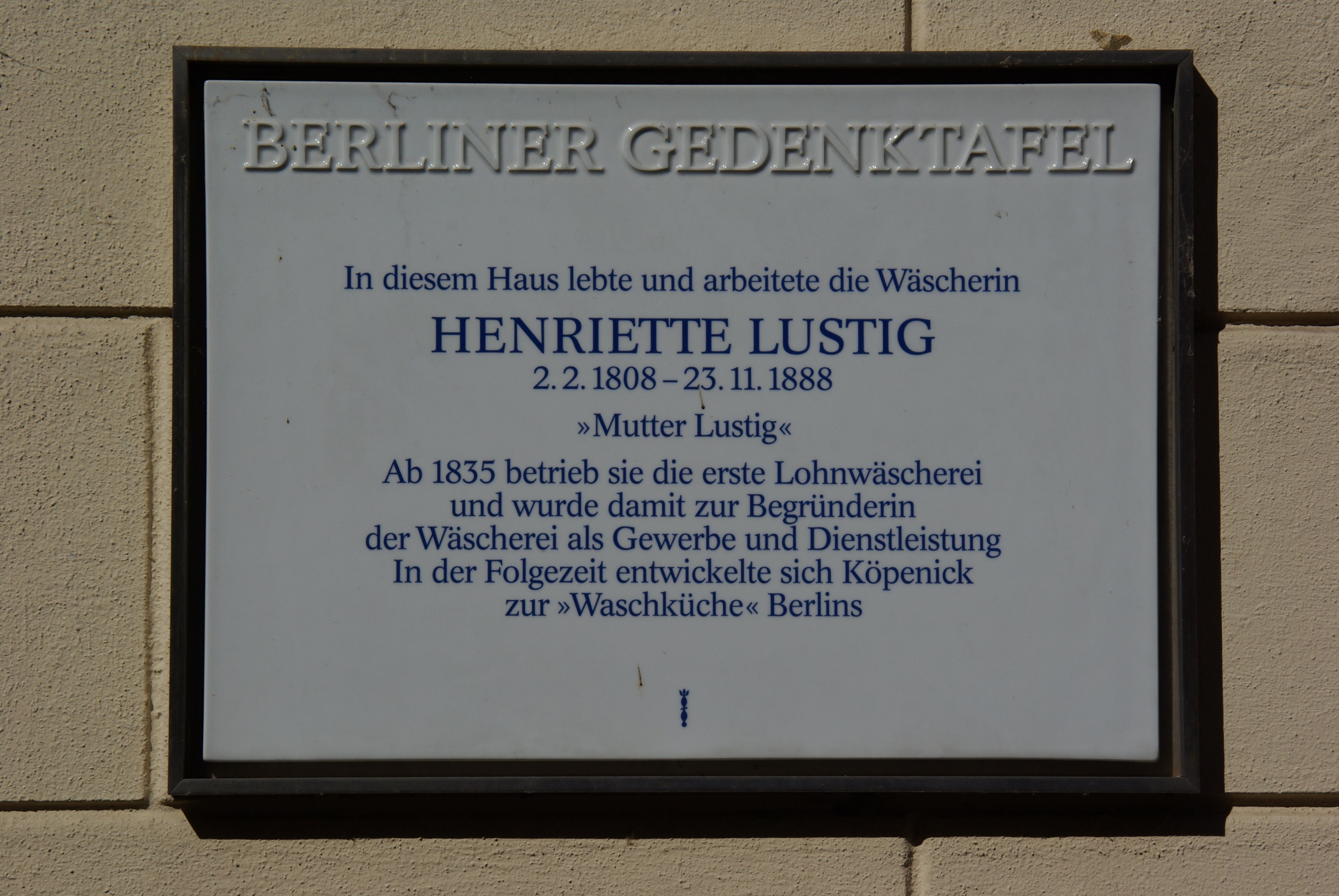
Berliner Gedenktafel für Henriette Lustig

Henriette Lustig (geb. Marie Frederique Adelaide Bock, * 3. Februar 1808 in Cöpenick; † 23. November 1888 ebenda) war eine deutsche Wäscherin und Unternehmerin und Begründerin des Wäschereigewerbes. Bekannt wurde sie unter dem Namen Mutter Lustig.

## Leben
Henriette Lustig wurde 1808 in der damaligen Stadt Köpenick (seit 1920 Verwaltungsbezirk von Berlin) als Marie Frederique Adelaide Bock geboren. Das Haus ihrer Eltern befindet sich nach wie vor (Stand 2012) am Alten Markt 4, wo die Berliner Gedenktafel zu Ehren der Unternehmerin angebracht ist. Henriette Lustig hat das Wohnhaus im Jahr 1859 für 2.150 Taler von ihrem Vater gekauft und es 1879 – nach der Währungsreform 1873 – für 21.000 Mark an ihren Schwiegersohn weiterverkauft.
Lustig gründete 1835 in Köpenick die erste Wäscherei, von der sich später ein Dienstleistungsgewerbe entwickelte. Der Standort an der Köpenicker Spree eignete sich, da das Wasser einen niedrigeren Wasserhärtegrad hatte und die Wiesen zum Bleichen und Trocknen genutzt werden konnten. Im Laufe der Jahre wuchs der Berliner Kundenkreis, sodass auch Wäsche mit einem Hundewagen oder später Pferdegespann transportiert wurde.
Die Anzahl der kleinen und mittleren Wäschereien im Ort stieg, sodass auch die Konkurrenz größer wurde. Im Jahr 1900 arbeiteten in 87 Wäschereien 4.000 Wäscherinnen. Einer der größten Konkurrenten war der Unternehmer Julius Spindler. Bereits 1882 hatten dessen Wäscherei und Färberei 1.500 Arbeiter und betrieb 35 Filialen in ganz Deutschland.

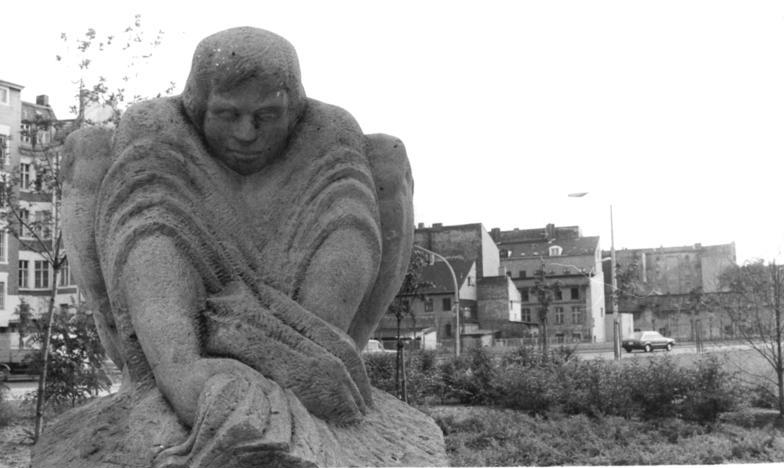
Denkmal in Köpenick

Durch die Neuerungen in der Wäschepflege, wie zum Beispiel Soda, Stärke, Bleichmittel, Handbügeleisen oder Mangeln, konnte Henriette Lustig nicht mit den anderen Betrieben mithalten. Sie konnte ihren Waschmädchen gerade noch ihren Lohn zahlen.
17 Kinder soll Henriette Lustig geboren haben. Bei der Testamentsfestlegung 1871 waren allerdings nur noch acht erwachsene Kinder vermerkt, allesamt sind Handwerker und Arbeiter. Ihre Töchter waren verheiratet und ohne eigenen Beruf genannt. Die Wäscherei wurde bis 1965 von einer ihrer Töchter und später von einer Enkelin weitergeführt.
In Köpenick steht ein Denkmal von Karl-Günter Möpert mit dem Titel Wäscherin. Dieses wurde Anfang der 1980er Jahre aufgestellt. Es zeigt eine hockende Gestalt einer kräftigen Frau.